# ホッジ予想
ホッジ予想（ホッジよそう、英: Hodge conjecture）は、代数幾何学の大きな未解決問題であり、非特異複素多様体と部分多様体の代数トポロジーに関連している。
ホッジ予想は、複素解析多様体のあるホモロジー類（ホッジ類）は、代数的なド・ラームコホモロジー類であろう、つまり、部分多様体のホモロジー類のポアンカレ双対の和として表されるようなド・ラームコホモロジー類であろうという予想である。
この定式化は、スコットランドの数学者ウィリアム・ホッジにより、1930年から1940年のド・ラームコホモロジーの記述を、複素多様体の場合に存在する余剰な構造を含む記述へと拡張する仕事の結果として得られた。
1950年の米国のマサチューセッツ州ケンブリッジで行われた、国際数学者会議でホッジが提起すると、ホッジ予想は非常に注目をあびるようになった。
クレイ数学研究所は、ミレニアム懸賞問題の一つとして、解決者に対して100万ドルの懸賞金を支払う事を約束している。

## 動機
X を複素 n 次元のコンパクトな複素多様体とすると、X は実 2n 次元の向き付け可能な微分可能多様体である。従って、X 上のコホモロジー群は 0 から 2n まで以外では消える。X をケーラー多様体と仮定すると、複素数を係数とするコホモロジーの分解が存在して、
{\displaystyle H^{k}(X,\mathbf {C} )=\bigoplus \nolimits _{p+q=k}H^{p,q}(X),}
となる。ここに Hp, q(X) は、タイプが (p, q) の調和形式により表されるコホモロジー類である。すなわち、これらは、ある局所座標 z1, ..., zn を選択すると、ある調和函数と
{\displaystyle dz_{i_{1}}\wedge \cdots \wedge dz_{i_{p}}\wedge d{\bar {z}}_{j_{1}}\wedge \cdots \wedge d{\bar {z}}_{j_{q}}.}
の積として表されるような微分形式によって表現されるコホモロジー類である（さらに詳しくはホッジ理論を参照のこと）。これらの調和函数を使う表現のウェッジ積をとることは、コホモロジーのでのカップ積に対応するので、カップ積はホッジ分解と整合性を持っている。
{\displaystyle \cup :H^{p,q}(X)\times H^{p',q'}(X)\rightarrow H^{p+p',q+q'}(X).\,}
X はコンパクトな向き付け可能な多様体であるから、X は基本類を持っている。
Z を X の次元 k の複素部分多様体として、i : Z → X を埋め込み写像とする。タイプ (p, q) の微分形式 α を選択する。すると α を次式のように Z 上積分することができる。
{\displaystyle \int _{Z}i^{*}\alpha .}
この積分を計算するために、Z の上の点を選び、それを 0 とする。X の上の 0 の周りの局所座標 z1, ..., zn で Z がちょうど zk + 1 = ... = zn = 0 となる座標を選択することができる。もし p > k であれば、α はある dzi に含まれねばならない。ここに zi は Z 上の 0 に引き戻す。q > k の場合でも同じことが成り立つ。結局、この積分は、(p, q) ≠ (k, k) であれば、ゼロとなる。
さらに抽象化すると、積分は Z のホモロジー類と α により表されるコホモロジー類のキャップ積として書くことができる。ポアンカレ双対性により、Z のホモロジー類はコホモロジー類 [Z] の双対であり、[Z] と α のカップ積と X の基本類とのキャップ積を取ることにより、（この積分値である）キャップ積を計算することができる。[Z] はコホモロジー類であるので、ホッジ分解を持っている。上記の計算により、これ（基本類）とタイプが (p, q) ≠ (k, k) の任意のクラスとのカップ積を取ると、その結果はゼロとなることが分かる。H2n(X, C) = Hn, n(X) であるので、[Z] は Hn-k, n-k(X, C) の中にある必要がある。大まかに言うと、ホッジ予想は次のように問うことと言える。
Hk, k(X) の中のどのコホモロジー類が、複素部分多様体 Z から来たのであろうか？

## 内容
{\displaystyle \operatorname {Hdg} ^{k}(X)=H^{2k}(X,\mathbf {Q} )\cap H^{k,k}(X)}
とし、これを X 上の次数 2k のホッジ類の群と呼ぶ。
ホッジ予想を現代的なステートメントにすると
ホッジ予想 .  X を非特異な複素射影多様体とすると、X 上のすべてのホッジ類は、X の複素部分多様体のコホモロジー類の有理数係数の線形結合となる。
複素射影多様体は複素射影空間に埋め込むことのできる複素多様体である。射影空間はケーラー計量であるフビニ・スタディ計量を持つので、そのような（射影空間に埋め込める）多様体はいつもケーラー多様体である。周の定理により、複素射影多様体も滑らかな射影代数多様体でもある、つまり、同次多項式の集まりのゼロ点集合である。

### 代数的サイクルを使った言い換え
ホッジ予想を述べるには別の方法、代数的サイクルのアイデアを使う方法もある。X 上の代数的サイクルとは X の部分多様体の形式的な結合のこと、つまり、次式の形のものをいう。
{\displaystyle \sum \nolimits _{i}c_{i}Z_{i}.}
普通は、係数を整数もしくは有理数を取る。代数的サイクルのコホモロジー類を各構成成分の和として定義する。これはド・ラームコホモロジーのサイクル類の写像の例である。ヴェイユコホモロジーを参照。例えば、上記のサイクルのコホモロジー類は次のようになる。
{\displaystyle \sum \nolimits _{i}c_{i}[Z_{i}].}
このようなコホモロジー類を代数的と呼ぶこととする。この用語を使うと、ホッジ予想は次のようになる。
X を複素射影多様体とすると、すべての X 上のホッジ類は代数的である。

この、X が代数的（複素射影多様体）であるというホッジ予想の条件は弱めることができない。1977年に、ズーカー(S. Zucker)は、ホッジ予想の反例を、射影代数的でない解析的なタイプ  (p, p) の有理数係数のコホモロジーを持つ複素トーラスとして構成することができることを示した。（Zucker (1977)のappendix Bを参照のこと）

## ホッジ予想が成立することが知られているケース

### 次元が低い、余次元が低い場合
ホッジ予想の最初の結果は Lefschetz (1924) によって提供された。実際、この論文はホッジ予想に先行していて、ホッジ予想の成立にいくつかの動機をもたらした。
定理 （レフシェッツ(1,1)-クラスの定理）  H2(X, Z) ∩ H1,1(X) の任意の元は、X 上の因子のコホモロジー類である。特に、H2 について、ホッジ予想が成立する。
層コホモロジーと指数完全系列を使うと、このことが非常に簡明に証明できる。（因子のコホモロジー類は第一チャーン類に等しいことが分かる。）レフシェッツの元々の証明は、ポアンカレ (Henri Poincaré) により導入された正規函数 (normal function) を使い、成し遂げられている。しかし、グリフィス横断性定理は、このアプローチでは余次元が高い部分多様体に対しては、ホッジ予想を証明し得ないことを示している。
強レフシェッツ定理により、
定理  次数が p < n であるホッジ類に対しホッジ予想が正しいとすると、ホッジ予想は次数が 2n - p のホッジ類に対して正しい。
が証明される。上記の2つの定理を結び合わせると、ホッジ予想が次数 2n − 2 のホッジ類に対して正しいことが証明される。このことによって X の次元が高々3のときにはホッジ予想が正しいことが証明できる。
レフシェッツ(1,1)-クラスの定理は、もしすべてのホッジ類が因子のホッジ類によって生成されるとするならば、ホッジ予想が成り立つことを意味する。
系  代数
{\displaystyle \operatorname {Hdg} ^{*}(X)=\sum \nolimits _{k}\operatorname {Hdg} ^{k}(X)}
が Hdg1(X) により生成されるとすると、X に対しホッジ予想が成り立つ。

### 超曲面
強いレフシェッツ定理と弱いレフシェッツの定理により、超曲面についてのホッジ予想の唯一の非自明な部分は、2m 次元超曲面の次数 m の部分（つまり中間コホモロジー） {\displaystyle X\subset \mathbf {P} ^{2m+1}} である。次数 d が 2、つまり、X が二次曲面の場合には、ホッジ予想は、すべての m に対して成立する。m = 2、つまり、4次元多様体の場合は、ホッジ予想は、{\displaystyle d\leq 5} に対し成立することが知られている。

### アーベル多様体の場合
大半のアーベル多様体に対し、代数 Hdg*(X) は次数 1 で生成されるので、ホッジ予想が成り立つ。特に、ホッジ予想は、十分一般的なアーベル多様体、楕円曲線の積や単純アーベル多様体に対して成り立つ。しかし、Mumford (1969) では、Hdg2(X) が因子クラスの積によって生成されないようなアーベル多様体の例を構成した。この例を Weil (1977) で、一般化した。このことは、多様体が虚二次体によって虚数乗法を持つときは、いつでも Hdg2(X) が因子類の積によっては生成されないことを示すことでなされた。Moonen & Zarhin (1999)は 5 より次元の小さい場合に対し、Hdg*(X) が次数 1 で生成されるか、あるいは多様体が虚二次体の虚数乗法を持つかのいずれかであることを証明した。後者の場合には、ホッジ予想が成り立つ例は、特別ないくつかの場合だけしか知られていない。

## 一般化

### 整数ホッジ予想
ホッジの元来の予想
整数ホッジ予想 X を複素射影多様体とすると、H2k(X, Z) ∩ Hk, k(X) の中のすべてのコホモロジー類は、X の上の整数係数の代数的サイクルのコホモロジー類である。
であった。ところが、現在はこれが誤りであることが知られている。最初の反例は、Atiyah & Hirzebruch (1961) により提出され、K-理論を使い、トーション (torsion) を持つホッジ類の例として反例が構成された。トーションを持つホッジ類とは、ある正の整数 n に対し n α = 0 となるようなホッジ類 α のことをいう。そのような（トーションを持つ）コホモロジー類はサイクルの類にはなりえない。Totaro (1997) はこれらの結果をコボルディズムのフレームワークの中で再解釈し、トーションを持つ類の多くの例を見つけた。
整数ホッジ予想の最も単純な修正は、
トーションの剰余をとった整数ホッジ予想 (Integral Hodge conjecture modulo torsion) X を複素射影多様体とする。すると、H2k(X, Z) ∩ Hk, k(X) のすべてのコホモロジー類は、X の整数係数を持つ代数的サイクルのトーション類とコホモロジー類の和となる。
同値なことではあるが、H2k(X, Z) ∩ Hk, k(X) をトーション類で割ると、全ての類は整係数代数的サイクルのコホモロジー群の像 (image) となる。しかしこれも誤っている。Kollár (1992) は非代数的ではあるが代数的なサイクルの整数倍となっているホッジ類 α の例を見つけた。

### ケーラー多様体のホッジ予想
ホッジ予想を自然に一般化すると次のように言うことができるであろう。
ホッジ予想のケーラー多様体のナイーブなバージョン X を複素ケーラー多様体とすると、すべての X 上のホッジ類は、X の複素部分多様体のコホモロジー類の有理数係数の線形結合であろう。
この予想も楽観的すぎる。何故ならば、これを行うための豊富に部分多様体が存在するとは言えないからである。次の一つか二つの問題を問うことができる状況になっている。
ケーラー多様体のホッジ予想のベクトルバンドルのバージョン X を複素ケーラー多様体とする。すべての X のホッジ類は X 上のベクトルバンドルのチャーン類の有理係数の線形結合である。
ケーラー多様体のホッジ予想の連接層のバージョン X を複素ケーラー多様体とする。すべての X のホッジ類は X 上の連接層のチャーン類の有理係数の線形結合である。
クレール・ヴォワザン（Voisin (2002)）は、連接層のチャーン類がベクトルバンドルのチャーン類よりもより厳密なホッジ類を与えることと、連接層のチャーン類であってもすべてのホッジ類を生成するには不十分であることを証明した。結局、ケーラー多様体についてのホッジ予想で現在知られている定式化は、皆、誤りであることが判明している。

### 一般化されたホッジ予想
ホッジはさらに整数ホッジ予想よりも強い予想を立てた。X 上のコホモロジーが、余次元が c である部分多様体上のコホモロジーから来たコホモロジーであるときに、レベル c と呼ぶことにする。少なくともレベルが c であるコホモロジー類は X のコホモロジー類をフィルターにかけると、c 番目のフィルトレーション Nc Hk(X, Z) が次の式を満たすことが容易に分かる。
{\displaystyle N^{c}H^{k}(X,\mathbf {Z} )\subseteq H^{k}(X,\mathbf {Z} )\cap (H^{k-c,c}(X)\oplus \cdots \oplus H^{c,k-c}(X)).}
ホッジの元来のステートメントは以下であった。
一般化されたホッジ予想、ホッジのバージョン　次の式は等号が成立するであろう。
{\displaystyle N^{c}H^{k}(X,\mathbf {Z} )=H^{k}(X,\mathbf {Z} )\cap \left(H^{k-c,c}(X)\oplus \cdots \oplus H^{c,k-c}(X)\right).}
Grothendieck (1969) では、たとえ有理数係数の場合でも、これが正しくないことが認識されていた。何故ならば、右辺がいつもホッジ構造であるとは限らないからである。グロタンディークがホッジ予想を修正した形は、次の形である。
一般化されたホッジ予想 Nc Hk(X, Q) は、
{\displaystyle H^{k-c,c}(X)\oplus \cdots \oplus H^{c,k-c}(X)}
に含まれる Hk(X, Z) の最も大きな部分ホッジ構造であろう。

このバージョンは未解決である。

## ホッジ軌跡の代数性
ホッジ予想を支持する最も強い証拠は、Cattani, Deligne & Kaplan (1995) の示している代数性である。単連結な基底の上の X の複素構造を変形すると仮定すると、X のトポロジカルなコホモロジーは変わらないが、ホッジ分解は変化する。もしホッジ予想が正しければ、ファイバーのコホモロジーがホッジ類となっている基底上のすべての点の軌跡は、実際、代数的な部分集合、つまり多項式でカットした部分集合となっている。カッターニ (Cattani) とドリーニュ (Deligne) とカプラン (Kaplan) は1995年にホッジ予想を仮定することなしに、これらが正しいことを証明した。